# Västgärdet
Västgärde  är en by i Rättviks socken i Rättviks kommun. SCB avgränsade till 2015 för bebyggelsen i byn och dess grannby Utanåker en småort namnsatt till Västgärdet och Utanåker. 2015 växte orten samman med tätorten Rättvik.
I Västgärde förenades järnvägen från Falun till Rättvik och Mora med banan från Borlänge och Leksand. Spåret mot Falun är emellertid nedlagt och upprivet sedan 1960-talet.